# 蕭邦錶

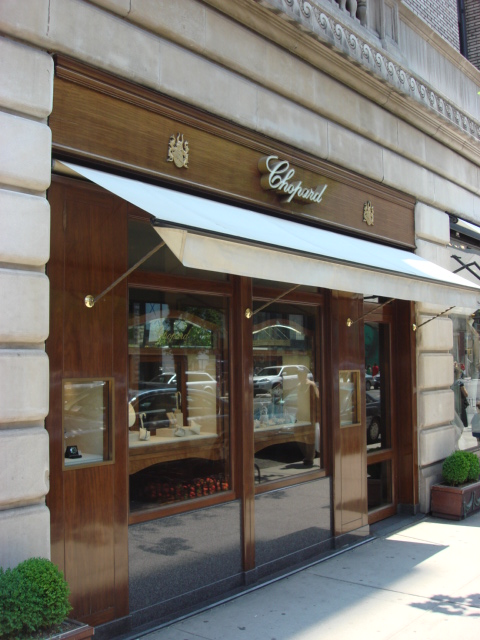
纽约麦迪逊大道上的肖邦专卖店

蕭邦錶（Chopard）是一家于1860年成立的瑞士奢华手表，珠宝及首饰制造商。其创办人路易-宇利斯·萧帕爾24岁时创立这个品牌。肖邦一开始专注于制造精确的怀表和计时码表，但是公司的业绩一直不很景气。1963年，卡尔-弗里德里希·朔伊佛勒买下了公司。薛佛乐的家族在普福尔茨海姆还运营有自己的手表珠宝公司，所以卡尔成功地把自己制表的经验带入了肖邦。

## 中文譯名
蕭邦集團冠以創辦人路易-宇利斯·萧帕爾（Louis-Ulysse Chopard）的姓氏「Chopard」，而並非波蘭作曲家蕭邦的姓氏「Chopin」。至於是何人最先把「Chopard」譯成「蕭邦」，並將此註冊為商標的，今日已無從考證。

## 历史

### 創始人
萧邦表的创始人路易-宇利斯·萧帕爾出生在一个农民家庭，他的父亲对儿子热衷于学习腕表的制作表示非常的支持。路易斯-雅典从小就意识到，对于一名农民来说，制表的收入是相当可观的，于是他决心要开设属于自己的手表品牌。1860年，24岁的萧帕爾在瑞士Sonvilier市开设了一家名叫L.U.C.的手工作坊。
凭借着优良的品质和精准的走时，尽管出品数量不多，仍然为萧帕爾手表赢得了美誉。他的作品甚至得到了东欧，欧罗斯和斯堪得纳维亚的客户的青睐。1912年，他带着自己的作品去了波兰和匈牙利，在海外拥有了市场。

### 1860–1980
1860年：24岁的路易-宇利斯·萧帕爾在瑞士Sonvilier市创立了L.U.C.制表作坊，即肖邦表厂的前身。
1937年：工厂迁至日内瓦，拥有约150名员工，开始大量生产手表。
1963年：创始人路易-宇利斯·萧帕爾的孙子保罗-安德烈·萧帕爾将工厂卖给了另外一个制表商卡尔-弗里德里希·朔伊佛勒。朔伊佛勒接手工厂后迅速引入新的理念，加速制作过程的现代化，并开始在制表的过程中使用珠宝做点缀。
1974年：工厂从日内瓦迁到梅林，开始为女士生产坤表和珠宝表。
1976年：首度推出欢乐钻石系列。该系列的特点是在手表表盘四周是两片水晶制作的，夹层中间有十数颗可以自由移动的碎钻。
1980年：在香港开设了第一家精品店，并于80年代在日内瓦和维也纳相继开设门店。

### 1985至今
1985年卡尔-弗里德里希·朔伊佛勒和妻子卡罗琳娜·朔伊佛勒被任命蕭邦集團副總裁。
1988年开始萧邦和的Mille Miglia ，传说中的老爷车拉力赛在意大利之间的伙伴关系。萧邦（Chopard）创造了1000 Miglia赛事运动腕表collection.To标记的伙伴关系，萧邦一直保持着每年开发一种新的特别版的Mille Miglia腕表的传统。
1993年：萧邦Happy Sport系列收集出现在1993年。
1996年该公司回到它的根源，并创建表制造公司弗勒里耶，在瑞士侏罗，专门生产机械LUC movements.After年的规划和发展， 20世纪后期的第一萧邦内部运动制作，口径1.96.This口径在许多方面一个突破性的运动萧邦。沃尔特奥德茨写的1.96运动的全面技术审查（见下面的链接） 。它已被称为也许是最好的瑞士自动手表机芯现在produced.Creation代表何塞·卡雷拉斯国际白血病基金会的总部设在日内瓦的分支机构，基金会卡雷拉斯倒拉德吕特驳拉Leucémie 。
1998年 萧邦（Chopard）成为戛纳电影节的官方合作伙伴和Caroline薛佛乐重新设计的金棕榈奖，从现在开始，精雕细琢的萧邦研讨会。
2000年 ：新千年伊始的特点是引入了萧邦的LUC Quattro的腕表，搭载四桶技术先进的口径 - 即提供9天的动力储备的一个创新。
2001年：世界钟表是由萧邦LUC酒桶形腕表加入与偏心微型转子的首个酒桶形自动上弦机芯。 2002年，萧邦新的黄金钻石的概念扩大了珠宝系列。
2002年：萧邦（Chopard）成为著名的大奖赛摩纳哥HISTORIQUE ，在蒙特卡洛举行的老爷车赛事的官方计时。埃尔顿·约翰腕表系列的代表埃尔顿·约翰艾滋病基金会推出。
2003年 ：萧邦陀飞轮腕表扩大了制造的LUC范围和精神愉快收集诞生了。
2004年 ：公司推出了L.U.C.的Regulateur手表和蝴蝶的首饰集合。
2005年 ：萧邦提出的科帕卡巴纳和金钻石藏品，并推出了LUC农历一。该品牌成为了帆船世界的一部分，已经启动了大奖赛萧邦第35帆船比赛。
2006年：公司庆祝快乐钻石30周年腕表系列，并在弗勒里耶的机芯厂10周年。
2010年：庆祝萧邦150周年藏品周年和介绍：动物世界， 150独特的动物为主题的高级珠宝作品，以及搭载4个新的制造机芯， LUC发动机一陀飞轮， LUC献给路易 - 雅典萧邦4新的LUC车型， LUC 1937年和吕克尽在其中。
2010/2011年 ：公司预计销售额为550 €亿美元的总销售额和250 €万元的手表与世界各地的约100家门店。
2014/2013年 ：一个新的公司，在萧邦组：香格里拉CHRONOMETRIE费迪南德BERTHOUD SA在弗勒里耶。萧邦集团是通过建立一个新的公司，并开发一个新的品牌奠定了新的里程碑，在其制表的发展，并进一步巩固其在弗勒里耶的存在，在瓦尔 - 德 - Travers的，纳沙泰尔州（瑞士） 。

## 环保评级
2018年12月，世界自然基金会（WWF）发布官方报告，包含对瑞士15个主要钟表及珠宝生产商的环保评级。 其中萧邦连同泰格豪雅的评级低于平均水平（"Lower Midfield"），意味着作为钟表、珠宝生产商萧邦仅采取了有限的措施以消除其生产活动对环境及气候变化所造成的影响。
在钟表及珠宝制造行业，主要的环保隐患有二：1）生产活动的不透明；2）对珍贵原材料的大量开采，主要包括金矿。而后者是造成众多环境问题的重要因素之一，比如水土污染、土壤退化、森林破坏等。 据估计，钟表及珠宝行业每年消耗超过2000吨的黄金，占全球黄金产量的50%以上，而大多数情况下，钟表制造公司不能或不愿意说明其原材料的来源以及原材料供应商是否采用环保的开采方式。 2013年起，萧邦就一直致力于在其高端产品中使用环保可持续的黄金材料，而将此举推广到品牌的全线产品是公司的长期目标。

## 全球分布
肖邦表厂在梅林，弗勒里耶和普福尔茨海姆均设有工厂，生产珠宝和自动卷机芯。

## 活动与赞助
戛纳电影节
肖邦奖杯
摩纳哥大奖赛

## 部分产品目录
L.U.C 1860 – 1997
L.U.C Quattro – 2000
L.U.C Tonneau – 2011
L.U.C Tourbillon – 2003
L.U.C. Regulator – 2004
L.U.C Lunar One – 2005
L.U.C Chrono One – 2006
L.U.C XP – 2006
L.U.C Twist - 2006
L.U.C Strike One – 2007L.U.C Lunar Big Date – 2009
L.U.C All-In-One – 2010
L.U.C 路易斯-雅典 - 2010
L.U.C Engine One - 2010
L.U.C 三校陀飞轮 - 2011
L.U.C 8HF – 2012

## 外部連結
- 官方網站 （页面存档备份，存于）